# Linaria tarhunensis
Linaria tarhunensis är en grobladsväxtart som beskrevs av Renato Pampanini. Linaria tarhunensis ingår i släktet sporrar, och familjen grobladsväxter. Inga underarter finns listade i Catalogue of Life.